# District de Guangfeng
Le district de Guangfeng (chinois : 广丰区 ; pinyin : guǎngfēng qū) est un district administratif de la province du Jiangxi en Chine. Il est placé sous la juridiction de la ville-préfecture de Shangrao.

## Démographie
La population du district était de 735 776 habitants en 1999.